# Europarlamentari pentru Regatul Unit 1989-1994
Aceasta este o listă a membrilor Parlamentului European pentru Regatul Unit pentru sesiunea 1989-1994, aranjați după nume.
| Nume                     | Partid | Regiune                             |
| A                        |        |                                     |
| Gordon Adam              | Lab    | Northumbria                         |
| B                        |        |                                     |
| Richard Balfe            | Lab    | London South Inner                  |
| Roger Barton             | Lab    | Sheffield                           |
| Christopher Beazley      | Con    | Cornwall & Plymouth                 |
| Peter Beazley            | Con    | Bedfordshire South                  |
| Lord Bethell             | Con    | London North West                   |
| John Bird                | Lab    | Midlands West                       |
| David Bowe               | Lab    | Cleveland & Yorkshire North         |
| Janey Buchan             | Lab    | Glasgow                             |
| C                        |        |                                     |
| Bryan Cassidy            | Con    | Dorset East & Hampshire West        |
| Sir Frederick Catherwood | Con    | Cambridgeshire & Bedfordshire North |
| Ken Coates               | Lab    | Nottingham                          |
| Kenneth Collins          | Lab    | Strathclyde East                    |
| Peter Crampton           | Lab    | Humberside                          |
| Christine Crawley        | Lab    | Birmingham East                     |
| D                        |        |                                     |
| Margaret Daly            | Con    | Somerset & Dorset West              |
| Wayne David              | Lab    | Wales South                         |
| Alan Donnelly            | Lab    | Tyne and Wear                       |
| E                        |        |                                     |
| Hon. James Elles         | Con    | Oxford & Buckinghamshire            |
| Michael Elliott          | Lab    | London West                         |
| Winifred Ewing           | SNP    | Highlands and Islands               |
| F                        |        |                                     |
| Alex Falconer            | Lab    | Scotland Mid & Fife                 |
| Glyn Ford                | Lab    | Greater Manchester East             |
| G                        |        |                                     |
| Pauline Green            | Lab    | London North                        |
| H                        |        |                                     |
| Lyndon Harrison          | Lab    | Cheshire West                       |
| Michael Hindley          | Lab    | Lancashire East                     |
| Geoff Hoon               | Lab    | Derbyshire                          |
| Paul Howell              | Con    | Norfolk                             |
| Stephen Hughes           | Lab    | Durham                              |
| John Hume                | SDLP   | Northern Irelanda                   |
| J                        |        |                                     |
| Caroline Jackson         | Con    | Wiltshire                           |
| Christopher Jackson      | Con    | Kent East                           |
| K                        |        |                                     |
| Edward Kellett-Bowman    | Con    | Hampshire Central                   |
| L                        |        |                                     |
| Alfred Lomas             | Lab    | London North East                   |
| M                        |        |                                     |
| David Martin             | Lab    | Lothians                            |
| Henry McCubbin           | Lab    | Scotland North East                 |
| Michael McGowan          | Lab    | Leeds                               |
| Anne McIntosh            | Con    | Essex North East                    |
| Hugh McMahon             | Lab    | Strathclyde West                    |
| Edward McMillan-Scott    | Con    | York                                |
| Tom Megahy               | Lab    | Yorkshire South West                |
| James Moorhouse          | Con    | London South & Surrey East          |
| David Morris             | Lab    | Wales Mid & West                    |
| N                        |        |                                     |
| Stanley Newens           | Lab    | London Central                      |
| Edward Newman            | Lab    | Greater Manchester Central          |
| Bill Newton Dunn         | Con    | Lincolnshire                        |
| James Nicholson          | OUP    | Northern Irelanda                   |
| O                        |        |                                     |
| Christine Oddy           | Lab    | Midlands Central                    |
| Lord O'Hagan             | Con    | Devon                               |
| P                        |        |                                     |
| Ian Paisley              | DUP    | Northern Irelanda                   |
| Ben Patterson            | Con    | Kent West                           |
| Lord Plumb               | Con    | Cotswolds                           |
| Anita Pollack            | Lab    | London South West                   |
| Derek Prag               | Con    | Hertfordshire                       |
| Peter Price              | Con    | London South East                   |
| Christopher Prout        | Con    | Shropshire & Stafford               |
| R                        |        |                                     |
| Patricia Rawlings        | Con    | Essex South West                    |
| Mel Read                 | Lab    | Leicester                           |
| S                        |        |                                     |
| James Scott-Hopkins      | Con    | Hereford & Worcester                |
| Barry Seal               | Lab    | Yorkshire West                      |
| Madron Seligman          | Con    | Sussex West                         |
| Richard Simmonds         | Con    | Wight & Hampshire East              |
| Anthony Simpson          | Con    | Northamptonshire                    |
| Brian Simpson            | Lab    | Cheshire East                       |
| Alex Smith               | Lab    | Scotland South                      |
| Llewellyn Smith          | Lab    | Wales South East                    |
| Tom Spencer              | Con    | Surrey West                         |
| John Stevens             | Con    | Thames Valley                       |
| George Stevenson         | Lab    | Staffordshire East                  |
| Kenneth Stewart          | Lab    | Merseyside West                     |
| Jack Stewart-Clark       | Con    | Sussex East                         |
| T                        |        |                                     |
| Gary Titley              | Lab    | Greater Manchester West             |
| John Tomlinson           | Lab    | Birmingham West                     |
| Carole Tongue            | Lab    | London East                         |
| Amédée Turner            | Con    | Suffolk                             |
| V                        |        |                                     |
| Richard Fletcher-Vane    | Con    | Cumbria & Lancashire North          |
| W                        |        |                                     |
| Michael Welsh            | Con    | Lancashire Central                  |
| Norman West              | Lab    | Yorkshire South                     |
| Ian White                | Lab    | Bristol                             |
| Joe Wilson               | Lab    | Wales North                         |
| Terry Wynn               | Lab    | Merseyside East                     |